# پناهگاه صخره‌ای ریز هل ۲
پناهگاه صخره‌ای ریز هل ۲ مربوط به دوران پارینه‌سنگی جدید است و در شهرستان پل‌دختر، بخش مرکزی، دهستان ملاوی، روستای گل گل سفلی واقع شده و این اثر در تاریخ ۱۵ دی ۱۳۸۷ با شمارهٔ ثبت ۲۴۲۶۵ به‌عنوان یکی از آثار ملی ایران به ثبت رسیده است.